# Peperomia discolor
Peperomia discolor är en pepparväxtart som beskrevs av C. Dc.. Peperomia discolor ingår i släktet peperomior, och familjen pepparväxter. Inga underarter finns listade i Catalogue of Life.